# Calisto herophile
Calisto herophile (лат.) — вид бабочек-бархатниц рода Calisto из семейства Satyridae (или подсемейство Satyrinae в составе Nymphalidae). Встречается на Кубе, а подвид C. herophile apollinis отмечен на Багамских островах.

## Описание
Бабочки средних размеров, длина крыльев до 2 см, у самцов 14—19 мм (♂), у самок 17—21 мм (♀). Верх крыльев самца тёмно-коричневый в базальной области, область снаружи отчётливо бледнее. Андрокониальная ямка нечёткая, приблизительно треугольная с вершиной, слегка наклонённой, передний край не превышает задний край ячейки, около двух пятых длины переднего крыла. Верх крыльев самки такой же, как у самца, но заметно бледнее. Фон испода задних крыльев бледно-коричневый, сильно смешанный с бледно-жёлтыми чешуйками. Постдискальная область испода задних крыльев с четырьмя белыми пятнами в промежутках Rs-M1, M1-M2, M2-M3, M3-Cu1, последняя, а иногда и первая, меньше и иногда отсутствует. Гениталии самца с тегументом около двух третей длины ункуса, задний конец закруглён; ункус широкий в базальной половине, постепенно сужается от середины к вершине, дугообразный в апикальной трети; дигитиформный выступ вальвы с прямым вентральным краем; эдеагус слабо синуирован в дорсальном виде, с двумя небольшими левыми изгибами в апикальной половине.
Calisto herophile обитает во многих местах, от пригородных зон крупных городов до опушек вечнозелёных и тропических лесов на высоте до 1100 м над уровнем моря, всегда в той или иной степени потревоженных. Также в рощах, на живых изгородях и открытых кустарниковых зарослях. Отдельных особей можно встретить в любой месяц года по всему острову Куба. Этот вид является одной из самых распространённых бабочек на Кубе, особенно на изменённых землях с преимущественно травянистой растительностью, но в некоторой степени затенённых. Зарегистрировано 26 видов растений в качестве источников нектара. Отмечены два случая хищничества в отношении этого вида бабочек. В Ла-Чата, провинции Гавана, на этот вид напал паук-бокоход (Thomisidae), а в Пан-де-Матансас, провинции Матансас, замечено нападение нимфы богомола Stagmomantis domingensis.
Гусеницы после вылупления съедают яйцевые оболочки и питаются ночью, оставаясь днём в нижней части травы. Продолжительность первых трёх возрастов составляла от одной до полутора недель каждый, в то время как последние два — около двух недель каждый. Предкуколочная стадия длилась один день, а куколочная — восемь-десять дней. Развитие неполовозрелых особей занимает 60—70 дней и проходит через пять личиночных возрастов. Появление имаго происходит после середины дня. Гусеницы используют в качестве корма несколько видов трав, но предпочитают газонную траву.

## Строение и стадии развития

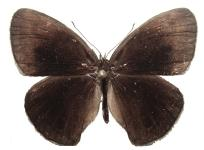
Самец, верх
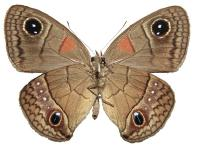
Самец, испод
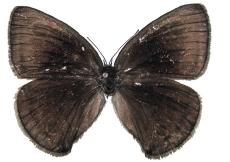
Самка, верх
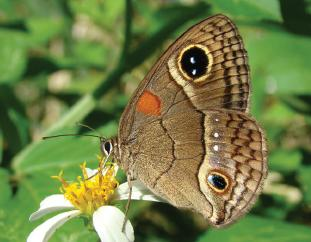
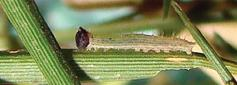
Гусеница, 1-я стадия
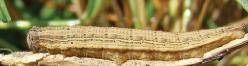
Гусеница, 4-я стадия
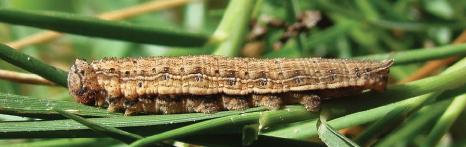
Гусеница, 5-я стадия, светлая морфа
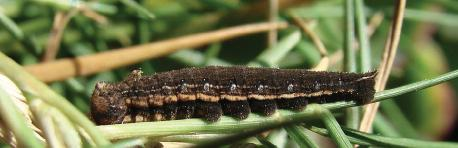
Гусеница, 5-я стадия, тёмная морфа
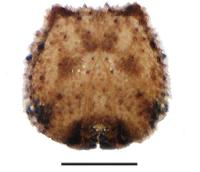
Гусеница, 5-я стадия, голова
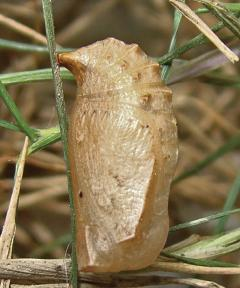
Куколка, сбоку
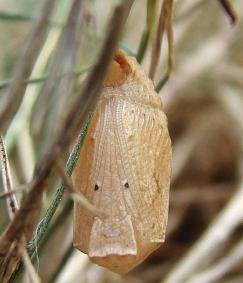
Куколка, снизу
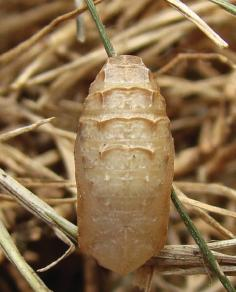
Куколка, сверху
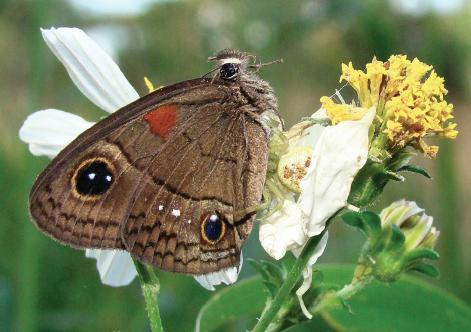
Хищничество паука Thomisidae
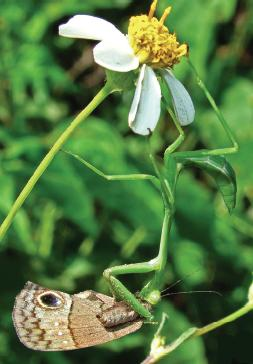
Хищничество богомола Stagmomantis domingensis

## Таксономия
Вид был впервые описан в 1823 году немецким энтомологом Якобом Хюбнером (1761—1826) по типовому материалу из Гаваны (Куба). Подвид C. herophile apollinis отмечен на Багамских островах и впервые описан в 1934 году зоологом Марстоном Бейтсом (1906—1974).